# Голофермент ДНК-полімераза III
Голофермент ДНК-полімераза III (скорочено Pol III) — головний комплекс ферментів, залучений у реплікацію ДНК прокаріот. Знайдений Томасом Біллом Корнбергом і Малкольмом Ґефтером в 1970 році. Комплекс має високу процесивність (число нуклеотидів, що додаються за подію зв'язування) і, згідно з даними, отриманими для бактерії E.coli, працює в комплексі з чотирма іншими ДНК-полімеразами (ДНК-полімераза I, ДНК-полімераза II, ДНК-полімераза IV і ДНК-полімераза V). Це основна полімераза, залучена в реплікації ДНК. Вона має здібність до корекції помилок реплікації за допомогою своєї екзонуклеазної активності в напрямку 3'→5'. ДНК-полімераза III — компонент реплісоми, розташованої в реплікаційній вилці.